# Tessano di San Marino
Il tessano di San Marino è un vino la cui produzione è consentita nella repubblica di San Marino. È prodotto con uve sangiovese minimo al 50% e per il resto da uve locali autorizzate nella Repubblica di San marino.

## Caratteristiche organolettiche
- colore: intenso e profondo, rubino vivace con margini granata
- odore: ampio e avvolgente, fine, delicato
- sapore: pieno e avvolgente

## Abbinamenti consigliati
Piatti soprattutto complessi di selvaggina, carni rosse e formaggi stagionati.